# Пфронштеттен
Пфронштеттен (нім. Pfronstetten) — громада в Німеччині, знаходиться в землі Баден-Вюртемберг. Підпорядковується адміністративному округу Тюбінген. Входить до складу району Ройтлінген.
Площа — 54,10 км2. Населення становить 1511 ос. (станом на 31 грудня 2020).